# Локомотив (регбійний клуб, Харків)
«Локомотив»   — український регбійний клуб з  Харкова заснований у 1964 році. Неодноразовий призер чемпіонату України.

## Досягнення
Чемпіонат України:
- Срібний призер (2): 1998, 1999
- Бронзовий призер (6): 1967, 1968, 1995/96, 1996/97, 1997